# Gabriel Torje
Gabriel Torje, né le 22 novembre 1989 à Timisoara, est un joueur de football roumain. Il évolue au poste d'ailier au Farul Constanța.

## Carrière

### En club

#### Débuts en Roumanie
Décrit comme étant un des jeunes joueurs les plus prometteurs du championnat au poste de milieu de terrain, il fait ses débuts durant la saison 2005-2006 pour le FC Timișoara contre le FC Argeș Pitești et il marque lors de son second match, contre le FC Farul Constanța. Lors d'un match amical contre l'AC Fiorentina, il impressionne l'entraîneur adverse Cesare Prandelli, qui le décrit comme un joueur exceptionnel.
Le 15 janvier 2008, Torje signe un contrat de 4 ans avec le vainqueur du championnat, le Dinamo Bucarest. Le montant du transfert de 2 millions d'euros, devient le transfert le plus cher entre deux équipes roumaines.

#### Départs pour l'Italie
Le 30 août 2011, l'international roumain signe un contrat de 5 ans avec l'Udinese, club italien qui a fini 4e de Série A lors de la saison 2010-2011.
Le 24 mars 2012 contre Palerme, entré en tant que remplaçant, il inscrit son premier but sous le maillot de l'Udinese.

#### Successions de prêts en Espagne ...
Le 8 juin 2012, il est prêté au club espagnol de Grenade pour une saison. Il y joue 34 matchs et inscrits 3 buts. 
La saison suivante, il continue à jouer en Liga BBVA mais sous le maillot de l'Espanyol cette fois-ci, où il joue 12 matchs mais n'inscrit aucun buts.

#### Départ en Russie
Le 22 juillet 2016, il signe en faveur du Terek Grozny pour 3 ans.

### En sélection nationale
Torje fut capitaine de la sélection espoirs. Le 3 septembre 2010, il fait ses débuts avec les seniors contre l'Albanie.
Le 2 septembre 2011, il inscrit son premier doublé en compétition officielle avec la Roumanie contre le Luxembourg.